# Chomoutovské jezero

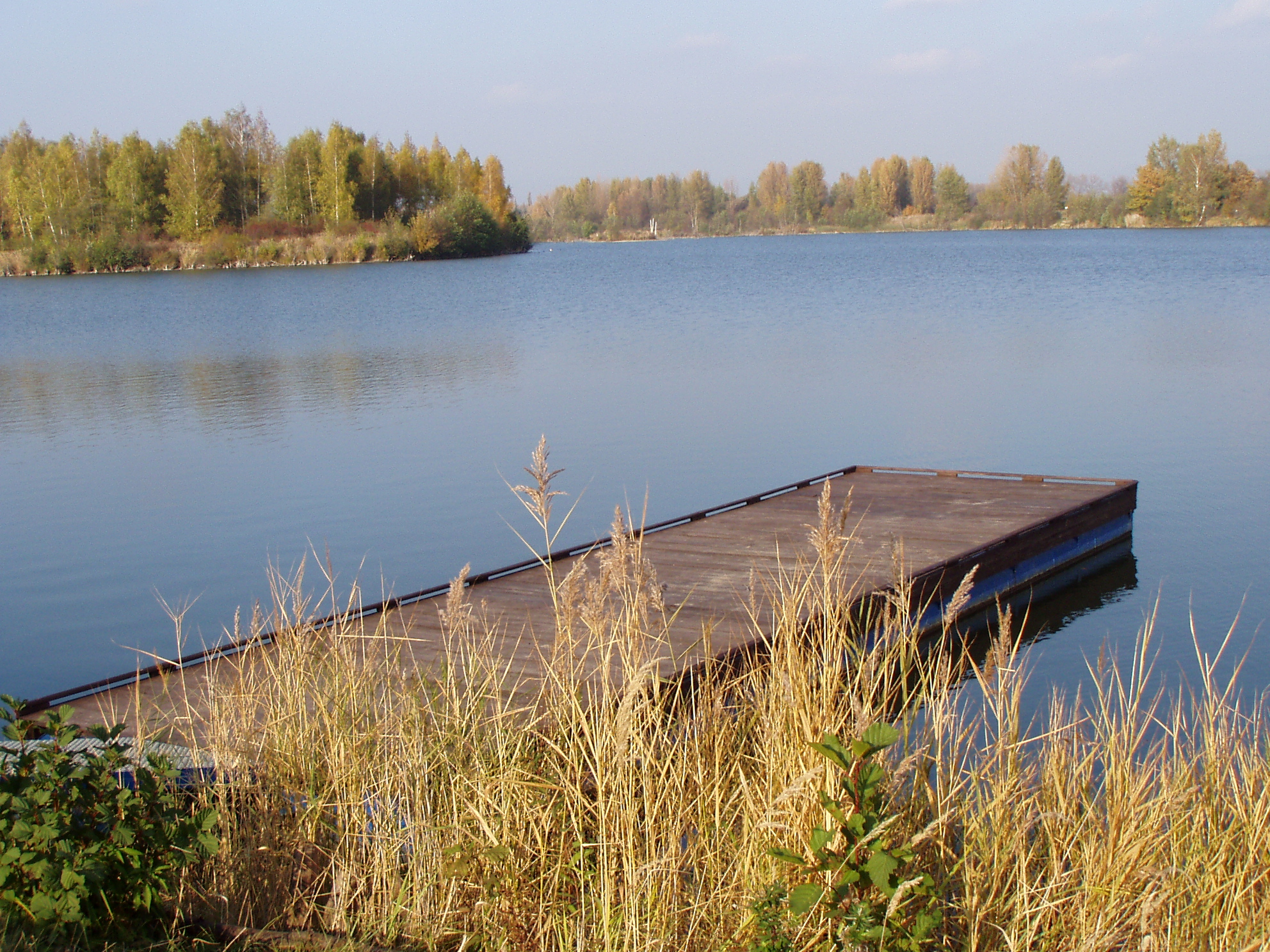
Steg am Chomoutovské jezero

Chomoutovské jezero ist ein Baggersee im mährischen okres Olomouc im Osten Tschechiens. Er entstand Ende der 1960er Jahre. Seit 1993 steht er unter Naturschutz und entwickelte sich zu einem Rückzugs- und Brutgebiet für Wasservögel. Insgesamt nisten hier 31 besonders geschützte Vogelarten.
Der See liegt am rechten Ufer der Oskava, 10 Kilometer nördlich der Stadt Olomouc und 2,5 Kilometer nördlich der Mündung der Oskava in die March,  in einer Höhe von 216 m.n.m. Er setzt sich aus zwei Wasserflächen zusammen, dem  großen und dem kleinen See, und ist insgesamt 90 Hektar groß. 71,9 Hektar entfallen auf die Wasserflächen, außerdem sind zwei größere und eine kleine Insel beim Ausbaggern stehen geblieben. Die durchschnittliche Wassertiefe beträgt 2,1 Meter. Das Becken hat keinen natürlichen Zu- oder Abfluss, sondern wird lediglich vom Grundwasser gespeist.
Der Baggersee entstand durch Abbau von Schottersand. Bereits vor dem Zweiten Weltkrieg wurde hier Baumaterial für den örtlichen Bedarf gefördert. Der systematische, intensive Abbau verlief in den Jahren 1952–1968. Anschließend füllte sich die Grube mit Grundwasser. Ab 1974 diente der See der Trinkwassergewinnung. Die Wasserqualität verschlechterte sich allerdings so stark, dass die Entnahme 1990 eingestellt wurde. Die Wasserflächen und Uferbereiche sind seit 1993 Teil des 106 Hektar großen Naturreservats Chomoutovské jezero. Das Reservat gehört zum Landschaftsschutzgebiet Litovelské Pomoraví und ist als bedeutendes Feuchtgebiet nach der Ramsar-Konvention geschützt.
Die Ufer sind mit einem Schilfstreifen bewachsen. Außer den üblichen Pflanzen wachsen im Schutzgebiet die Kanadische Goldrute und der Eschen-Ahorn. Auf den Inseln brütet regelmäßig die Schwarzkopfmöwe und die Lachmöwe (4000–5000 Paare).  Häufig sind Kormorane, Enten, Graureiher, Haubentaucher und Höckerschwäne anzutreffen. Beobachtet wurden außerdem  beispielsweise Seeadler, Blässhühner, Reiher, Zwergdommeln, Rallen, Flussuferläufer und Eisvögel. 1991–1992 wurde hier der in Mähren seit 1730 verschwundene europäische Biber angesiedelt, dessen Arbeit die Uferbereiche bereits sichtbar umgestaltet hat. Fische gelangten in den See 1997 während einer Flut. Untersuchungen in den Jahren 2001–2003 stellten 15 Arten fest; die größten Populationen hatten Rotauge, Rotfeder, Giebel und  Flussbarsch entwickelt.